# 荃灣西約

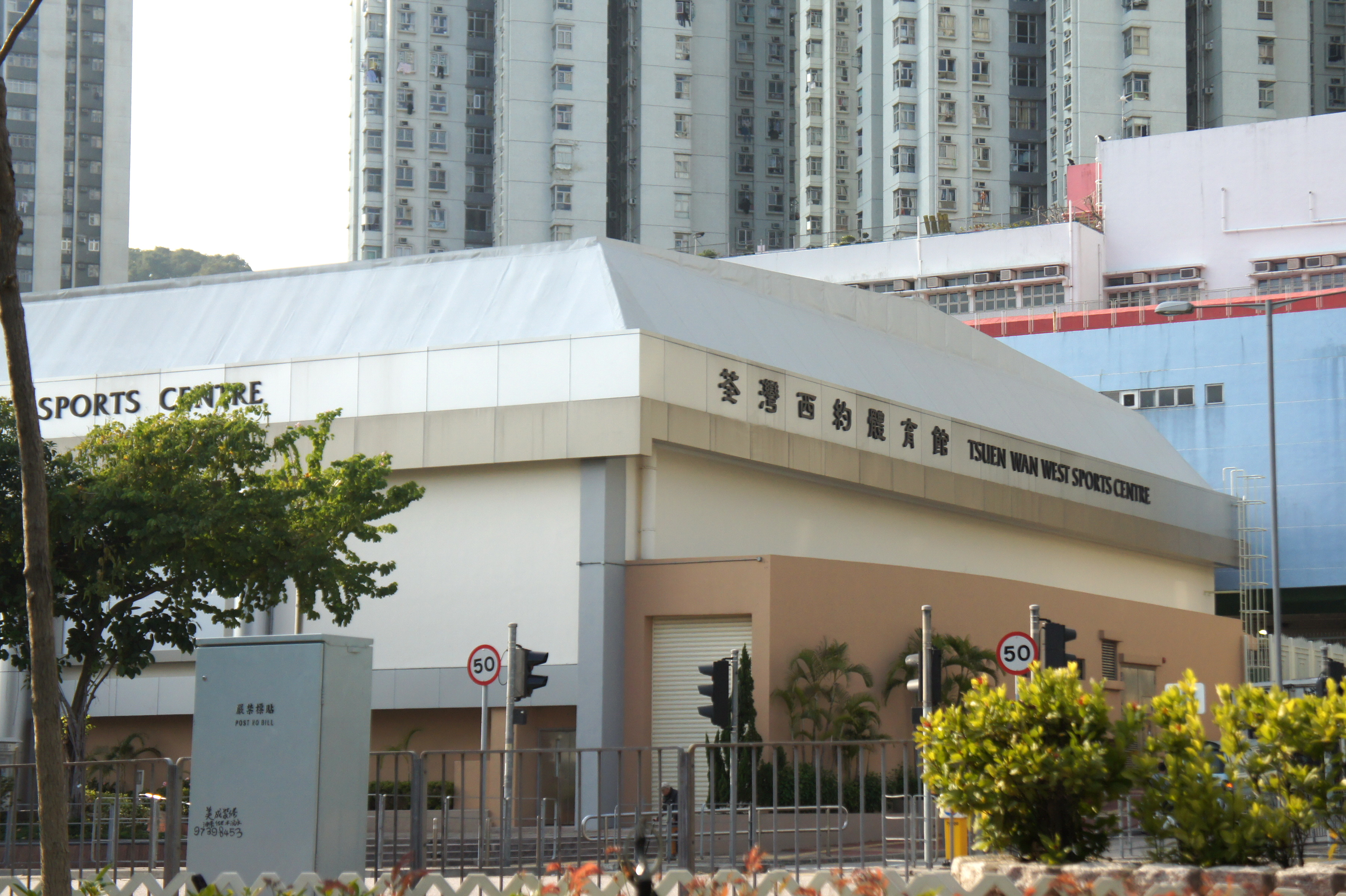
荃灣西約體育館

荃灣西約是香港新界荃灣西部的地方名稱，介乎油柑頭至柴灣角的青山公路一帶。

## 背景
荃灣西約的「約」是「區域」的意思。「約」原是明清時期的一種鄉級地方管理制度（即「鄉約」制度），清朝初年荃灣一帶已有「荃灣約」之名。英國接管新界後沿用「約」作爲新界地方分區單位，荃灣被先後歸入「九龍約」和「南約」一部分，不過此「約」與中國傳統鄉紳社會秩序中的「鄉約」相距甚遠，新界的「約」更多只是殖民政府的地方行政單位。

## 歷史
1956年荃灣從「南約」分拆出來獨立成「荃灣約」，內部再根據方位分成「中約」、「東約」和「西約」三部分，其中「中約」約爲眾安街、沙咀道等現荃灣市中心一帶，「東約」則大概爲大窩口、葵涌村一帶。
然而，自荃灣新市鎮發展以來，荃灣南部海旁進行大規模填海工程，原來被一些自然地貌分隔的荃灣三約已經完全連接在一起，加上新增的土地，整個荃灣的實質方位分界已跟原來不一樣，而自政府將葵青從荃灣區剝離並獨立成區後，荃灣失去原來的「荃灣東」部分，原來的三約分區已經不成立。「荃灣中約」（即荃灣市中心）在此時已經成爲實質上的荃灣東部，而一般大衆通俗理解的「荃灣西部」所涵蓋的地域就較原來的「荃灣西約」向東推進，例如屯馬線的荃灣西站就位處「荃灣西約」以東的地方。故此，「荃灣約」、「東約」和「中約」之名稱和區劃都隨着都市發展而被放棄，「西約」卻基於未知的原因一直被保留下來，不過目前的「荃灣西約」僅是作爲荃灣區內部諸多分區的其中一個而存在，其區劃跟原來荃灣三約時期的範圍基本一致，但現時已沒有相對應的「中約」或「東約」存在，荃灣西約也成爲香港目前僅存的仍然保留「約」字作爲分區名稱的地方。現時荃灣並沒有一個官方的東西分界，通俗理解一般以大河道作爲分界，也有人認爲現在的荃灣應按南北分區，但無論如何「荃灣西」的範圍一定涵蓋「荃灣西約」。
現時荃灣西約以私人住宅屋苑為主，而接近柴灣角處有少量工廠大廈。住宅屋苑包括麗城花園、灣景花園、翠濤閣、蔚景花園、韻濤居，當中以麗城花園規模最大，所以這處常統稱為「麗城」。以前該處還有「荃灣西約」巴士總站，位於現灣景花園以西青山公路拐彎處旁邊，但隨著灣景花園入伙，巴士總站便遷至灣景花園。目前該處仍有一幢建築物以「荃灣西約」命名，即位於海安路68號的荃灣西約體育館。

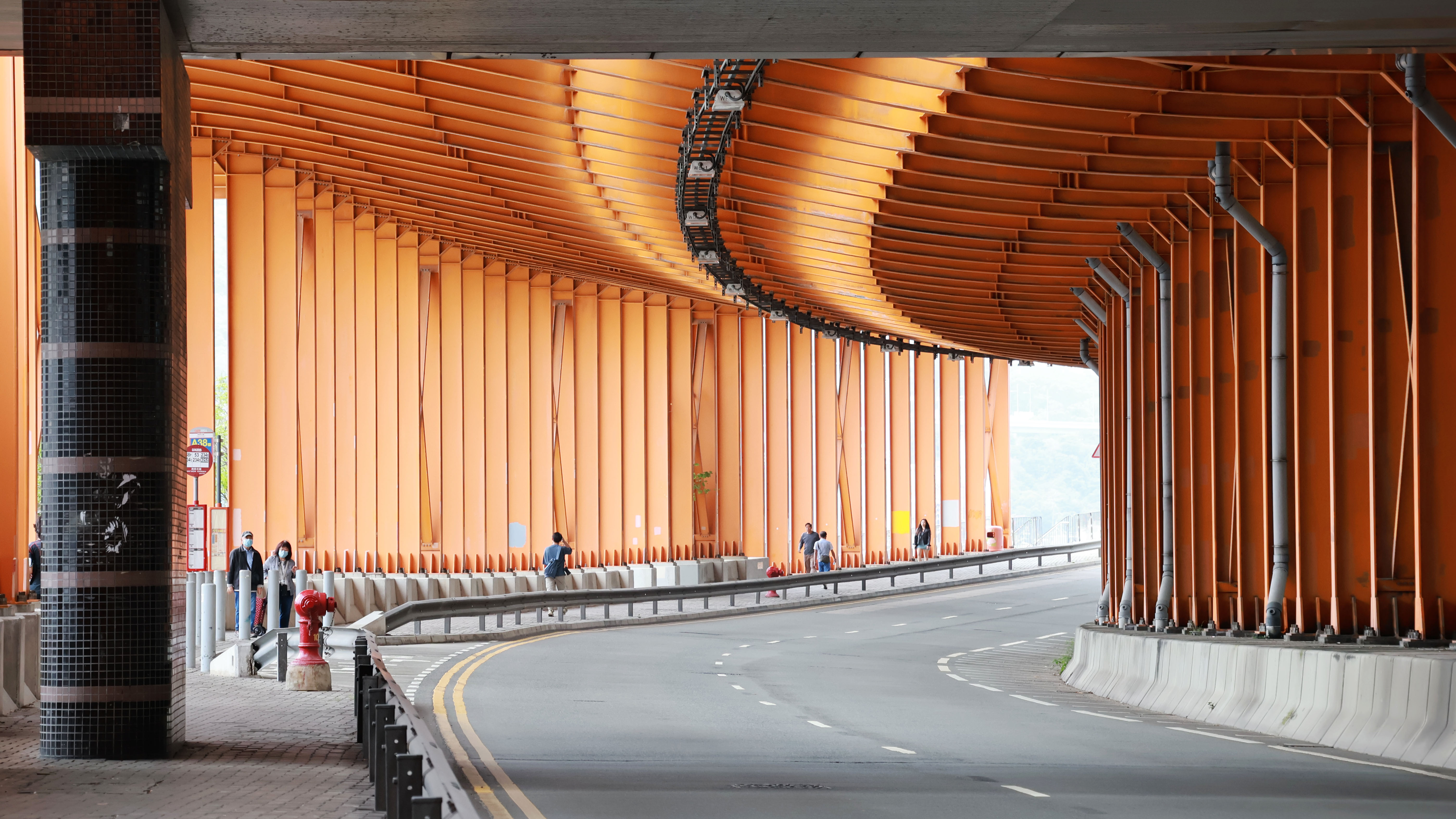
荃灣海安路的隔音屏，因酷似日本的千本鳥居而成為打卡熱點

## 區議會議席分佈
為方便比較，以下列表以屯門公路柴灣角出入口與荃灣路交界之西南方、以及青山公路－荃灣段與青山公路－汀九段交界之東北方為範圍。
| 年度/範圍                    | 2000-2003 | 2004-2007 | 2008-2011 | 2012-2015 | 2016-2019        | 2020-2023        |
| ---------------------------- | --------- | --------- | --------- | --------- | ---------------- | ---------------- |
| 翠濤閣、麗城花園第一及第二期 | 麗濤選區  | 麗濤選區  | 麗濤選區  | 麗濤選區  | 麗濤選區         | 麗濤選區         |
| 韻濤居                       | 麗興選區  | 麗興選區  | 麗興選區  | 麗濤選區  | 荃灣西選區一部分 | 荃灣西選區一部分 |
| 灣景花園及麗城花園第三期     | 麗興選區  | 麗興選區  | 麗興選區  | 麗興選區  | 荃灣西選區一部分 | 荃灣西選區一部分 |

## 外部連結
- 荃葵青交通總站巡禮 - 荃灣西約（1）
- 荃葵青交通總站巡禮 - 荃灣西約（2）
- 荃灣西約體育館，香港特別行政區康樂及文化事務署